# Миргород
Ми́ргород (укр. Миргород) — город в Полтавской области Украины, административный центр  Миргородского района и Миргородской городской общины. До 2020 года был городом областного подчинения, составлявшим Миргородский городской совет.

## Географическое положение
Город Миргород находится на берегу реки Хорол в месте впадения в неё реки Лихобабовка, выше по течению на расстоянии в 1 км расположено село Белики, ниже по течению на расстоянии в 0,5 км расположено село Гаркушинцы. Река в этом месте извилистая, образует лиманы, старицы и заболоченные озёра.
Через город проходят автомобильные дороги Т-1710, Т-1715, Т-1719 и Р-42, а также железная дорога, станция Миргород.

## Население
В январе 1989 года население Миргорода составляло 46,7 тыс. жителей, в 1991 году — 49,2 тыс. жителей.
В 2024 году численность населения составляла 38 тысяч человек.
По данным переписи 1926 года, украинцы составляли 82,3 % населения города, евреи — 13,8 %, русские — 2,7 %.
По данным переписи 2001 года украинцы составляли 89,62 % населения города, русские — 9,02 %.

### Языковой состав
Родной язык населения по данным переписи 1897 года:
| Язык                       | Численность, чел. | Доля     |
| -------------------------- | ----------------- | -------- |
| Украинский («малорусский») | 8290              | 82,60 %  |
| Идиш («еврейский»)         | 1248              | 12,43 %  |
| Русский («великорусский»)  | 427               | 4,25 %   |
| Другие                     | 72                | 0,72 %   |
| Итого                      | 10 037            | 100,00 % |

По данным переписи 1926 года, украинский язык родным 83,4 % населения Миргорода, еврейский — 9,4 %, русский — 6,3 %.
Родной язык населения по данным переписи 2001 года:
| Язык       | Численность, чел. | Доля     |
| ---------- | ----------------- | -------- |
| Украинский | 36 429            | 88,26 %  |
| Русский    | 4680              | 11,34 %  |
| Другое     | 166               | 0,40 %   |
| Итого      | 41 275            | 100,00 % |

Украинский язык является единственным официальным и основным языком города.
Вторжение России на Украину спровоцировало новую волну украинизации в городе, всё больше людей предпочитают говорить на украинском языке.
По данным Государственной службы статистики Украины, в 2023/24 учебном году все 134 575 учащихся в учреждениях общего среднего образования в Полтавской области обучались в украиноязычных классах.

## История
Поселение возникло в середине XVI века.
В 1575 году Миргород стал городом.
В 1615 году Миргород был взят русским отрядом во главе с Юрием Беззубцевым. В ходе русско-польской войны 1632—1634 гг. осенью 1633 года большой острог Миргорода был взят и сожжён русскими войсками, но по Поляновскому миру 1634 года эти земли были возвращены Речи Посполитой.
В 1637 году реестровый Миргородский казачий полк поддержал восстание Павлюка, а в 1638 году принял участие в восстании Я. Острянина, после поражения которого полк был раскассирован и до 1648 года город являлся владением польских магнатов Вишневецких.
После начала восстания Хмельницкого, в 1648 году город был взят войсками Хмельницкого и в дальнейшем вновь стал полковым городом воссозданного Миргородского полка, в 1654 году вошёл в состав Русского государства.

### 1654—1917
В 1666 году город несколько раз атаковали войска правобережного гетмана П. Дорошенко.
В XVIII веке Миргород превратился в крупный торгово-ремесленный центр, в котором регулярно проводили ярмарки.
В 1757 году в Миргороде родился русский художник В. Л. Боровиковский.
В 1781 году Миргород получил статус уездного города Миргородского уезда, в 1781—1796 гг. он входил в состав Киевского наместничества, в 1797—1802 годы — в состав Малороссийской губернии, с 1802 года — вошёл в состав Полтавской губернии.
В 1864 году численность населения города составляла 9841 человек, здесь имелось 1166 домов, 36 магазинов, уездное училище, больница, почтовая станция; большинство населения занималось сельским хозяйством, около тысячи человек чумаковали или ходили в разные города на заработки. В городе было 257 рабочих, 166 купцов, работало 12 промышленных предприятий — 10 маслоперерабатывающих и 2 кирпичных завода.
В 1887 году в городе была построена Успенская церковь.
К началу 1895 года в городе проживали 11 087 человек, имелось 1618 домов, действовали мыловаренный завод, 16 кузниц и 20 мелких промышленных заведений, 103 торговых заведения, городское училище, приходское училище, земская больница на 20 коек, 2 аптеки, 4 церкви и 1 синагога.
В 1896 году в Миргороде была основана художественно-промышленная школа имени Николая Гоголя (Миргородский художественно-промышленный колледж имени Н. В. Гоголя).
По данным переписи 1897 года, в Миргороде жили 10 037 человек, из них 8290 (82,60 %) указали украинский (в переписи — «малорусский») язык родным, идиш («еврейский») — 1248 (12,43 %), русский («великорусский») — 427 (4,25 %), другие языки — 72 (0,72 %).
В 1901 году было открыто движение поездов по проходившей через Миргород железной дороге «Дарница — Полтава».
В 1912 году здесь была построена деревянная церковь Св. Иоанна Богослова. Также в 1912 году при бурении скважин был открыт первый источник минеральной воды. По инициативе земского врача И. А. Зубковского в 1915 году в военно-медицинской академии в Петрограде были проведены исследования, которые признали её лечебные свойства. В апреле 1917 года в Миргороде была открыта первая водолечебница на 5 мест.

### 1918—1991
10 (23) января 1918 года в городе была установлена Советская власть, но в марте 1918 город был занят наступавшими германскими войсками, которые оставались в городе до декабря 1918 года. В результате восстания жителей города при поддержке партизан 4 декабря 1918 года в городе была восстановлена Советская власть.
В феврале 1919 года в городе началось издание местной газеты («Вестник Миргородского уездного Совета рабочих, крестьянских и военных депутатов»).
В 1920 году в Миргороде был открыт краеведческий музей, в 1920-е годы город получил статус курорта общесоюзного значения и здесь был построен санаторий.
В 1923—1925 гг. город являлся районным центром Лубенского округа Полтавской губернии.
По данным переписи 1926 года, украинцы составляли 82,3 % населения города, евреи — 13,8 %, русские — 2,7 %. Украинский язык родным назвали 83,4 % населения Миргорода, еврейский — 9,4 %, русский — 6,3 %.
С 1937 года Миргород — районный центр Полтавской области. По состоянию на 1937 год население города составляло 15 027 жителей, крупнейшими предприятиями являлись мельница (375 рабочих) и маслобойный завод (104 рабочих), также здесь действовали построенная в соответствии с планом ГОЭЛРО электростанция, санаторий, швейная артель, сапожная артель, артель художественной вышивки и ещё несколько мелких производств.
В ходе Великой Отечественной войны 13 сентября 1941 года Миргород был оккупирован наступавшими немецкими войсками. В период оккупации в городе действовал подпольный обком КП(б)У.
Весной 1942 года на базе 162-й пехотной дивизии вермахта (в связи с серьёзными потерями выведенной из состава войск группы армий «Центр» после зимних боёв 1941—1942 в Полтавскую область) на территории Полтавской области был создан центр подготовки «восточных легионов»: в лагере Dulag 120 в Миргороде были размещены «штаб подготовки и обучения иностранных добровольческих формирований из советских военнопленных» (Aufstellungs- und Ausbildungsstab für ausländische Freiwilligen-Verbände aus sowjetrussische kriegsgefangenen), начальником которого стал офицер абвера полковник Оскар Риттер фон Нидермайер, а также учебный лагерь Северокавказского легиона. 1 сентября 1942 года Миргород стал административным центром «округа Миргород» (Kreisgebiet Mirgorod) рейхскомиссариата «Украина».
18 сентября 1943 года город был освобожден войсками Воронежского фронта в ходе наступления на киевском направлении: 52 А — 93 сд (полковник Крузе Аполлон Яковлевич) 73 ск (полковник Батицкий Павел Федорович), 373-я стрелковая дивизия (полковник Сазонов Кузьма Иванович); 259 отд. тп (полковник Лукьянов Алексей Власович), 1817 сап (майор Чепиль Савелий Григорьевич). АДД — 53-я ад дд (полковник Лабудев Василий Иванович) 5-й ак дд (генерал-лейтенант авиации Георгиев Иван Васильевич). Приказом ВГК им присвоено наименование Миргородских 93 сд и 373 сд.
В мае 1944 г. в Миргороде была подготовлена база для приёма американских тяжелых бомбардировщиков и истребителей сопровождения. (Ещё две располагались в Пирятине и Полтаве).
Первые челночные налеты с использованием аэродромов Полтавской области состоялись 2 июня. В налете участвовали группы 15-й воздушной армии. Спустя несколько недель, 21 июня, челночный налет с посадкой на Украине совершили группы 8-й воздушной армии. Хотя сам налет прошёл успешно, немцы смогли нанести мощный удар по аэродромам, уничтожив на них до 60 тяжелых бомбардировщиков. Но это не остановило союзников. Они продолжали совершать челночные полеты, бомбя цели, расположенные в глубине территории Рейха. Кроме того, ударам подвергались нефтяные месторождения в Плоешти на территории Румынии.
В ходе боевых действий Великой Отечественной войны и немецкой оккупации город серьёзно пострадал, но к 1950 году был восстановлен.
По состоянию на 1953 год в городе действовали кирпичный завод, пеньковый завод, обозный завод, кожевенный завод, торфопредприятие, завод минеральных вод, крупяной завод, несколько предприятий мукомольной промышленности, керамический техникум, школа для подготовки механизаторов сельского хозяйства, 5 средних школ, 2 семилетние и 1 начальная школы, школа для глухонемых, краеведческий музей, Дом культуры, 2 библиотеки, а также бальнеологический курорт (в состав объектов которого входили несколько санаториев, лечебно-диагностические кабинеты, торфолечебница и ванное здание для приема минеральных ванн).
В 1969 году в городе был открыт литературно-мемориальный музей Д. Гурамишвили, в 1973 году — построен курзал санатория «Миргород» (библиотека с читальным залом, зрительный зал на 1000 мест и танцзал).
По состоянию на 1981 год основу экономики города составляли бальнеологический и грязевой курорты, предприятия промышленности строительных материалов (арматурный завод, завод строительных деталей и строительных материалов, строительный комбинат) и пищевой промышленности (маслодельный завод, плодоконсервный завод, завод минеральных вод, птицекомбинат, комбинат хлебопродуктов), также в городе действовали комбикормовый завод, конопляный завод, гренажный завод, промкомбинат, райсельхозтехника, райсельхозхимия, керамический техникум, два ПТУ, 9 общеобразовательных и 1 музыкальная школа, 2 музея, 4 библиотеки, больница, Дом культуры, Дворец культуры, кинотеатр, 3 клуба и комбинат бытового обслуживания.
В 1982 году был построен и введён в эксплуатацию Миргородский сыродельный комбинат.

### После 1991
В 1995 году Кабинет министров Украины утвердил решение о приватизации находившихся в городе арматурного завода, строительного комбината, АТП, комбикормового завода, мясокомбината, сыркомбината и хлебозавода.
В 1997 году два находившихся в городе ПТУ № 14 и ПТУ № 44 объединили в ПТУ № 44.

## Экономика
Пищевая промышленность, хлебокомбинат, арматурный завод. Завод минеральных вод. Бальнеогрязевой курорт «Миргород» (4 санатория).

## Военный аэродром
На окраине города расположен аэродром, на котором в послевоенный период размещалась стратегическая авиация (Ту-4, Ту-16). С 80-х годов на Миргородском аэродроме базировался 831-й Галацкий Краснознамённый Ордена Кутузова III степени истребительный авиационный полк 138-й истребительной дивизии 28-й воздушной армии. Полк одним из первых в СССР получил на вооружение самолёты Су-27. Сейчас здесь расположена 831-я истребительная авиационная бригада тактической авиации воздушного командования «Центр» Воздушных сил Украины.

## Транспорт
Железнодорожная станция на линии Ромодан — Полтава.

## Бюджет
В 2009 году Миргород имел самый высокий уровень бюджетной прозрачности в Полтавской области.

## Культура
Краеведческий музей. Литературно-мемориальный музей Д. Гурамишвили.

## Спорт
В городе базировался футбольный клуб «Миргород», в 1996—1999 годах выступавший во второй лиге Украины.

## Достопримечательности
На расстоянии чуть более 50 км от Миргорода расположено село Гоголево, где прошло детство Николая Васильевича Гоголя. Недалеко от Миргорода находится село Великие Сорочинцы — его родина и место проведения Сорочинской ярмарки.
- Курортная зона Миргорода
- Фонтан в центре города
- Церковь Успения Пресвятой Богородицы
- Часовня Пантелеймона Целителя на территории санатория имени Гоголя
- Дом культуры
- Церковь Иоанна Богослова
- Памятник Гоголю в санатории имени Гоголя
- Знаменитая Миргородская лужа
- Миргородский керамический техникум
- Мемориальный музей Давида Гурамишвили
- Памятник Н. В. Гоголю
- Вокзал с памятником Гоголю
- Здание дворянского собрания
- Березовый гай

## Известные горожане
- Бабенко, Алексей Фёдорович — уроженец города, Герой Советского Союза.
- Гурамишвили, Давид Георгиевич (1705—1792) — грузинский поэт[12].
- Зубковский, Иван Андреевич (1848–1933) – украинский врач, общественный деятель, основатель Миргородского курорта. Почётный гражданин Миргорода.
- Панас Мирный (1849—1920) — украинский писатель[12].
- Леонтовский, Александр Михайлович (1865—1928) — российский художник, педагог.
- Боровиковский, Владимир Лукич (1757—1825) — российский художник.
- Греков, Борис Дмитриевич (1882—1953) — уроженец города, историк[12].
- А. З. Лазарев — уроженец города, педиатр[12]
- Димаров, Анатолий Андреевич (1922—2014) — украинский писатель.
- Пивинский, Юрий Ефимович — уроженец города, советский и российский учёный, инженер и исследователь-материаловед в области технической керамики и огнеупоров.
- Сватков Леонид[укр.] (1949—2016) — украинский политик, народный депутат, директор предприятия «Миргородский завод минеральных вод».

## Города-побратимы
- Горна-Оряховица, Болгария[33]
- Екабпилс, Латвия[34]
- Згожелец, Польша[33]